# ステム・ライフル

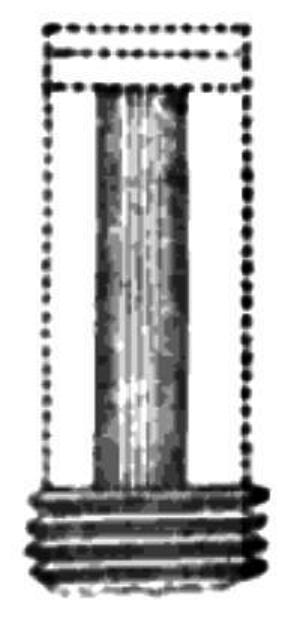
ステム・ライフルの薬室。中央に幹（ステム）があり、このステムが弾丸の変形を助ける。

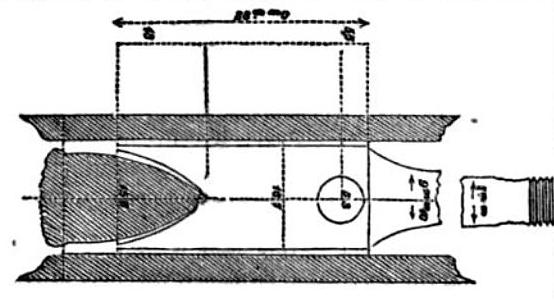
弾丸を損傷させずに必要な変形を実現するため、弾丸形状にあわせて窪みが掘られた槊杖が必要であった。

ステム・ライフル（仏語：Carabine à tige、英語：Stem RifleまたはPillar Breech Rifle）はルイ＝エティエンヌ・トーヴナンが1840年に開発した前装パーカッションロック式ライフル銃。アンリ＝ギュスタヴ・デルヴィーニュが発明した方式を改良したものである。

## ステム・ライフル
デルヴィーニュは内径よりやや小さな弾丸をライフル銃の銃口から落としこみ、槊杖で突いて弾丸を変形させて施条溝にかませる方法を発明していた。トーヴナンは弾丸をより効率的に変形させるために、薬室の中央に鋼鉄製の「幹」（ステム）を設けた。弾丸を銃口から落としこむと、弾丸底部はこのステムの先端と接触して止まる。弾丸を槊杖で突くと、弾丸は槊杖とステムで押しつぶされることなり、半径方向に拡大し弾丸は施条溝を噛み、またステムを包みこむよう変形し、これにより空力特性が向上した。トーヴナン大佐はこの発明を1844年に出版した。
この方式は、デルヴィーニュの方式からは改良されてはいるものの、弾道を不規則にすることがあり、完璧とは言えなかった。しかし、フランス陸軍はこの改良を1846年に採用した。1853年にフランス猟騎兵がこの方式を採用し、プロイセンの猟兵もまた採用した。両者とも狙撃兵としての技術が必要とされる分野であった。
このライフルはトーヴナン・ステム・ライフル（Carabines à tige Thouvenin）として知られた。銃には600ヤードまでの照準が刻まれており、引き金は非常に軽かった。内腔には8条の施条があり、36インチで一回転するようになっていた。
トーヴナン・ライフルは、特にステム周りの掃除が非常に難しいという不便があった。

## 弾丸
トーヴナンは、底部に中空部をもつ弾丸が最も効率的であることを示唆しており、従って彼の開発はクロード＝エティエンヌ・ミニエー（Claude-Étienne Minié）によって発明されたミニエー弾の先駆的役割を果たした。ミニエー弾や改良型のエルフィールド弾は弾丸底部に円錐型、又は指貫型の空洞を作成し、これに鉄製カップや木栓のコルクを入れてある。発射時のガス圧でこれらは空洞内に押し込まれ、その結果、縁が広がって鉛製の弾丸の径が拡大する。すなわち、木栓やカップがトーヴナンのステムのように働き、弾丸を適切に変形させる。さらに簡便な方法がトーヴナン・ライフルにとって変わった。従来の前装マスケット銃に施条を彫り、それに見合う適切な径のミニエー弾を使用すれば、強力なライフルド・マスケットに改造できた。ライフル銃は猟騎兵や猟兵だけでなく、全ての戦列歩兵に行き渡った。

## 参考資料
- John Gibbon: "The Artillerist's Manual" 1859, (Reprint: Nabu Press (February 4, 2010). ISBN 978-1143696022)
- Alfred Mordecai, Julius Schön, Josiah Gorgas (United States. Military Commission to Europe): "Military commission to Europe in 1855 and 1856", (Reprint: Nabu Press (February 17, 2010). ISBN 978-1144733191)
- David Westwood: "Rifles: An Illustrated History of Their Impact", ABC-CLIO (March 1, 2005). ISBN 978-1851094011